# Ignacy Eliasz II
Ignacy Eliasz II – duchowny monofizyckiego kościoła jakobickiego, w latach 1838–1847 roku syryjsko-prawosławny patriarcha Antiochii.